# River Bourne (River Pang)
Der River Bourne ist ein Wasserlauf in Berkshire, England. Der Bourne entsteht nördlich der Douai Abbey und südlich von Chapel Row. Der Bourne fließt in nordöstlicher Richtung und mündet nordöstlich von Bradfield in den River Pang kurz bevor dieser die Autobahn M4 unterquert.  